# Menadon
Menadon é um gênero extinto de Synapsida que existia na ilha de Madagascar durante o meio para o final Triássico. A Espécie-tipo é Menadon besairiei.

Pesquisa recente mostrou a existência de Menadon besairiei na cidade de Santa Cruz do Sul, no estado do Rio Grande do Sul, Brasil.